# Саттар Хамадані
Саттар Хамадані (перс. ستار همدانی‎; нар. 6 червня 1974, Тебриз, Іран) — іранський футболіст та тренер, виступав на позиції півзахисника.

## Клубна кар'єра
Футбольну кар'єру розпочав у клубі «Трактор Сазі» з міста Тебриз. У 1995 році дебютував у першій команді, однак програв конкуренцію за місце в складі й наступного сезону перейшов до тегеранського «Кешаварца». У цьому колективі також не став основним гравцем, тому 1997 року перебрався до «Паяма» (Мешхед). Відзначився 6-а голами й наступного сезону перейшов до «Бахману». У складі клубу з Кереджа відзначився 11-а голами, з літа 1999 року виступав у новій команді, столичному «Естеґлалі». У 2001 році здобув своє перше чемпіонство Ірану[джерело?].
Влітку 2001 року Хамедані залишив Іран та відправився до Об'єднаних Арабських Еміратів та майже три роки грав за «Ан-Наср» у Дубаї. У команді виступав протягом трьох років, у 2004 році перебрався в «Саба Кум». У сезоні 2005/06 років виступав за ПАС (Тегеран), з яким став віце-чемпіоном Ірану, останнім клубом у кар'єрі Саттара став «Рахіян» (Керманшах). У футболці цього клубу завершив кар'єру гравця[джерело?].

## Кар'єра в збірній
У футболці національної збірної Ірану дебютував 1998 року. У тому ж році Джалаль Талебі викликав Хамадані для участі в чемпіонаті світу в Франції. Проте на цьому турнірі не зіграв жодного матчу. У футболці національної збірної виступав до 2001 року, зіграв 41 матч.

## Досягнення
«Естеґлал»
- Про-ліга Ірану
  -  Чемпіон (1): 2000/01

- Кубок Ірану
  -  Володар (1): 1999/00

Іран
- Переможець Азійських ігор: 1998